# Меленка (Сокольский район)
Меленка — деревня в Сокольском районе Вологодской области на реке Бохтюга.
Входит в состав Нестеровского сельского поселения, с точки зрения административно-территориального деления — в Нестеровский сельсовет.
Расстояние по автодороге до районного центра Сокола — 28 км, до центра муниципального образования Нестерова — 3 км. Ближайшие населённые пункты — Никулинское, Михалево, Нестерово.
По переписи 2002 года население — 11 человек.